# Région de Sangre Grande
La région de Sangre Grande () est est l'une des 14 divisions administratives de l'île de Trinité à Trinité-et-Tobago.